# Sigrid Hauff
Sigrid Hauff (* 1941; † 2018) war eine deutsche Schriftstellerin und Herausgeberin.

## Leben
Hauff studierte Islamwissenschaft, Philosophie und Romanistik in Tübingen und Istanbul und unterrichtete fast 20 Jahre lang an Universitäten und Goethe-Instituten in Ägypten, Afghanistan und Griechenland. Sie veröffentlichte eigene Bücher (u. a. Der Zinnteller-Reflex : Nicht-Dualität als Ereignis, 2005, ISBN 978-3-8334-4234-6; Doppelter Mokka, 2007, ISBN 978-3-8334-7881-9; A Line in Three Circles, 2009, ISBN 978-3-8334-8480-3; Notate, Zitate, 2015, ISBN 978-3-7347-8309-8) und gab u. a. Melchior Vischers Schauspiele Fußballspieler und Indianer. Chaplin (1984, ISBN 978-3-88377-183-0) und Das magische Ich. Elemente des kritischen Polarismus (2001, ISBN 978-3-89528-336-9) heraus.
Ihr Hörporträt Is was – was is: Zum 75. Geburtstag des Dichters über den amerikanischen Lyriker Robert Lax wurde im November 1990 als Hörspiel des Monats ausgezeichnet. In einer dreiteiligen Hörspielreihe stellte sie 1995 im Bayerischen Rundfunk Die innere Biografie des Robert Lax dar.
Hauff war verheiratet mit Hartmut Geerken, mit dem sie in vielen Projekten zusammenarbeitete.

## Hörspiele
- 1990: Is was – was is: Zum 75. Geburtstag des Dichters Robert Lax – Regie: Herbert Kapfer (Porträt – BR)
  - Auszeichnung: Hörspiel des Monats November 1990
- 1992: Nix Mensch – Regie: Herbert Kapfer (Original-Hörspiel – BR)
- 1992: Die Familien Friedlaender und Ruest im französischen Exil. zu Hartmut Geerkens Hörspiel-Trilogie Maßnahmen des Verschwindens: Eine Exiltrilogie – Regie: Herbert Kapfer (Feature – BR)
- 1995: Die innere Biografie des Robert Lax (1. Teil: Circus; 2. Teil: 21 pages; 3. Teil: Journals) – Regie: Herbert Kapfer (Essay – BR)